# 三豊市コミュニティバス
三豊市コミュニティバス（みとよしコミュニティバス）は、香川県三豊市で運行しているコミュニティバス。

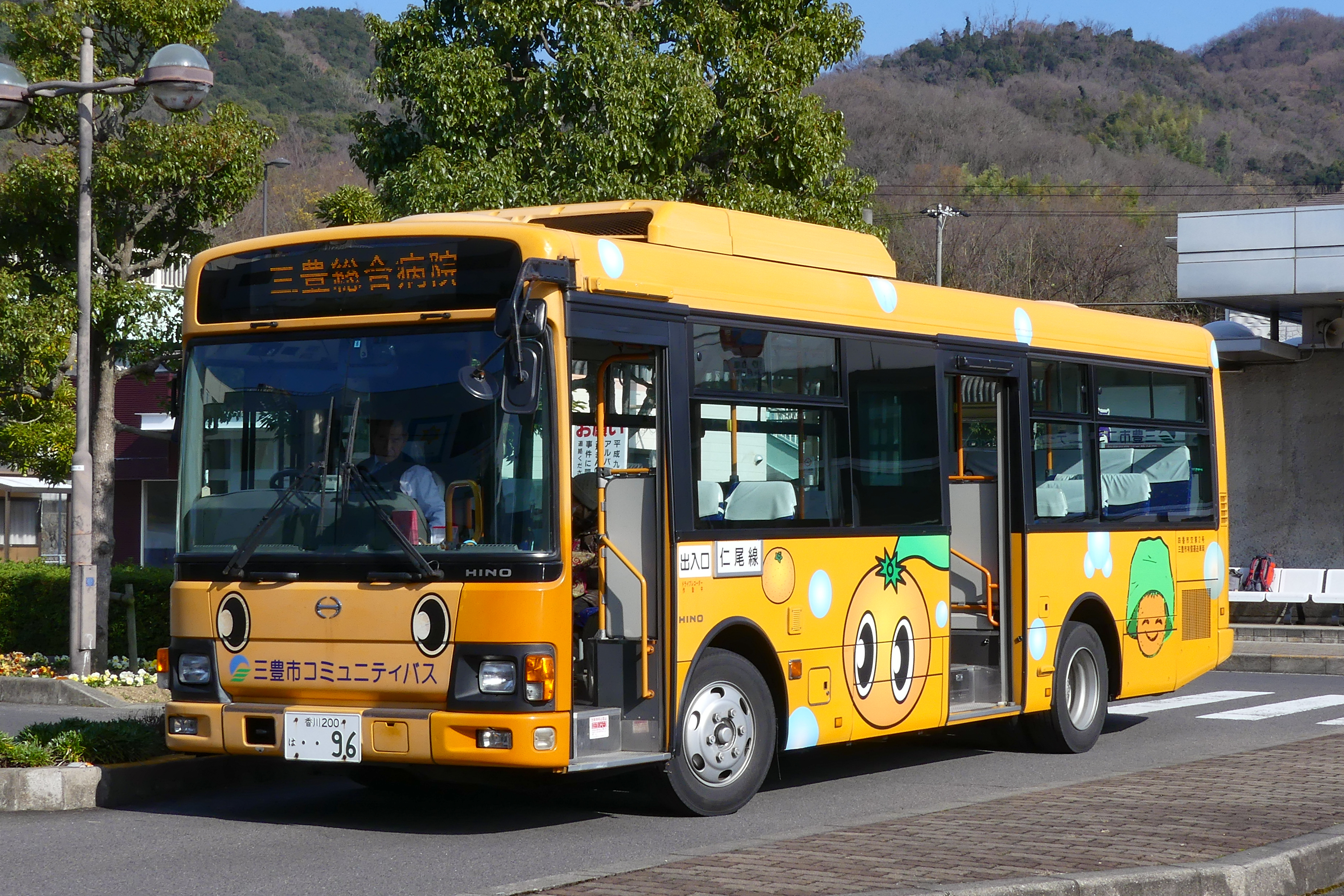
三豊市コミュニティバスの車両
（2017年1月 詫間駅前）

## 概要
三豊市の前身である三豊郡仁尾町・高瀬町・財田町・詫間町の各町が市町村合併（2006年1月1日）以前から運行していた路線を引き継ぎ、2007年7月1日に運行を開始。
- 運賃は1乗車100円。小学生未満は、小学生以上が同伴する場合は無料。
- 1000円で11回乗車できる回数券を、車内で発行する。
- 他系統と乗り継ぎ可能なバス停「バスターミナル」が幾つか設定されており、ここで乗り継ぐ場合は、発行される乗継券を用いて1乗車分の運賃で乗り継ぐことができる。
- 日祝日（振替休日含む）及び年末年始（12月30日～1月3日）は運休。
- 高瀬線は北コース・南コースをそれぞれ隔日運行。
- 詫間線・荘内線は年始（1月1日～3日）以外は日祝日も毎日運行。
- 乗降場所はバス停のみで、フリー乗降は導入していない。
- 運行委託先。（2020年度運行受託事業者）
  - 1  高瀬線 - 鴨田タクシー
  - 2  高瀬仁尾線 - 鴨田タクシー
  - 3  山本線 - 本山タクシー
  - 4  三野線 - さくらタクシー
  - 5  財田高瀬線 - エコロジャパン
  - 6  高瀬観音寺線 - さくらタクシー
  - 7  豊中仁尾線 - イロハタクシー
  - 8  詫間線(1号) - 浦島観光
  - 8  詫間線(2号) - 藤田自動車整備工場
  - 9  庄内線 - 浦島観光
  - 10 詫間三野線 - 詫間交通
  - 11 仁尾線 - 西讃観光
  - 12 財田観音寺線(1号) - エコロジャパン
  - 12 財田観音寺線(2号) - 本山タクシー

## 沿革
- 2006年（平成18年）1月1日 - 三豊郡仁尾町・高瀬町・豊中町・山本町・財田町・詫間町・三野町が合併し、三豊市発足。
- 2007年（平成19年）7月1日 - 三豊市コミュニティバスが運行開始。
- 2007年（平成19年）9月1日 - 路線再編。
- 2009年（平成21年）4月1日 - ダイヤ改正。山本線などのルート変更。

## 路線
- 高瀬線
  - 北コース：原下～たかせ天然温泉～三豊市役所～高瀬駅～西香川病院
  - 南コース：原下～高瀬中学校前～西香川病院～高瀬駅～三豊市役所～たかせ天然温泉
- 高瀬仁尾線
  - 三豊市役所～三野庁舎～詫間駅～詫間庁舎～仁尾小学校前～仁尾庁舎～地域交流館荘内
- 山本線
  - 三豊総合病院～山本庁舎～神田定住センター～原下～琴平駅
- 三野線
  - 三豊市役所～三野庁舎～吉津小学校前～詫間駅～松崎団地～ふれあいパークみの～善通寺駅
- 財田高瀬線
  - たかせ天然温泉～三豊市役所～高瀬駅～比地大駅～豊中庁舎～白坂～神田定住センター～財田庁舎～環の湯
- 高瀬観音寺線
  - たかせ天然温泉～三豊市役所～高瀬駅～比地小学校前～帰来～観音寺駅
- 豊中仁尾線
  - 豊中庁舎～三豊市役所～正本～仁尾庁舎
- 詫間線
  - 詫間駅～詫間庁舎～香川高専前～地域交流館荘内～大浜～名部戸
- 荘内線
  - 地域交流館荘内～紫雲出山登山口～箱新田～大浜（荘内半島周回）
- 詫間三野線
  - 大浜～地域交流館荘内～香川高専前～高谷～詫間駅～ふれあいパークみの
- 仁尾線
  - 詫間駅～大麻荒神～仁尾庁舎～曽保～観音寺駅～三豊総合病院
- 財田観音寺線
  - 三豊総合病院～観音寺駅～豊中庁舎～山本庁舎～川上総合センター～財田庁舎～財田駅～黒川～琴平駅

### バスターミナル
主に鉄道駅・公共施設に隣接して置かれているが、一般的イメージでの「バスターミナル」とは意味合いがやや異なり、乗換駅的性格も担う。括弧内は利用できる系統。
- 三豊市役所（高瀬線・高瀬仁尾線・山本線・財田高瀬線・高瀬観音寺線）
- 三野町生涯学習センター（高瀬仁尾線・三野線）
- 豊中庁舎（豊中仁尾線・財田高瀬線・財田観音寺線）
- 山本庁舎（山本線・財田観音寺線）
- 財田庁舎（財田高瀬線・財田観音寺線）
- 仁尾庁舎（高瀬仁尾線・豊中仁尾線・仁尾線）
- 地域交流館荘内（高瀬仁尾線・詫間線・荘内線・詫間三野線）
- 詫間駅（高瀬仁尾線・三野線・詫間線・詫間三野線・仁尾線）
- ふれあいパークみの（三野線・詫間三野線）
- 原下（高瀬線・山本線）
- 神田定住センター（山本線・財田観音寺線）
- ピカソ詫間店（詫間線・仁尾線・三野線・高瀬仁尾線）
- ゆめタウン（財田高瀬線・豊中仁尾線・財田観音寺線）
- 観音寺駅（高瀬観音寺線・仁尾線・財田観音寺線）

## 鉄道との接続
- 予讃線
  - 詫間駅 - 高瀬仁尾線・三野線・詫間線・詫間三野線・仁尾線
  - みの駅 - 三野線
  - 高瀬駅 - 高瀬線・財田高瀬線・高瀬観音寺線
  - 比地大駅 - 財田高瀬線
  - 本山駅 - 財田観音寺線
  - 観音寺駅 - 高瀬観音寺線・仁尾線・財田観音寺線
- 土讃線
  - 琴平駅 - 山本線・財田観音寺線
  - 讃岐財田駅 - 財田観音寺線
  - 善通寺駅 - 三野線
- 高松琴平電気鉄道　琴平線
  - 琴電琴平駅 - 山本線